# Bo Bojesen
Bo Bojesen (22. marts 1923 – 14. november 2006) var en dansk satiretegner.
Bo Bojesen blev født i Åbenrå som søn af en boghandler. Som 18-årig kom han til København i 1942 og søgte ind på Arkitektskolen hvor han imidlertid dumpede, så han valgte Kunsthåndværkerskolens reklamelinje. I løbet af sidste år under besættelsen arbejdede han som reklametegner, men fik også nogle tegninger i Mandens Blad, og det har sikkert været her, at redaktøren af Politikens Magasin, Arne Ungermann, fik øje på talentet. Bojesens fik sin debut for Politiken i 1946 og han skulle illustrere "Den billige langside" ved årets største fodboldbegivenhed, landskampen mod Sverige, men den blev ikke færdig, så den måtte gemmes til landskampen mod Norge fjorten dage senere. Det var et myldrende gruppeportræt af den jævne danske befolkning i det første år efter krigen, tegnet med en præcision og blid ironi hvilket blev optakten til det livslange samarbejde med Politiken, hvor han gjorde "Dagens Tegning" til et fast holdepunkt for avisens læsere. Her kommenterede han aktuelle begivenheder og lavede satire over tidens politikere.
I de mange år på avisen udfoldede han sig også i Blæksprutten og gennem bogillustrationer. Professor Hans Hertels bøger "Bo Bojesens danmarkshistorie" og "Bo Bojesen og den store verden" har også givet et bredt publikum mulighed for at grine ad sig selv og begivenhederne i Danmark og udlandet siden anden verdenskrig. 
Bo Bojesen vandt også en række priser for sit arbejde, blandt andet PH-prisen, Den Gyldne Tegnestift og prisen som Årets Publicist.